# Eumops
Eumops és un gènere de ratpenats de la família dels molòssids que es troba a Amèrica.

## Taxonomia
- Ratpenat cuallarg d'orelles penjants (Eumops auripendulus)
- Ratpenat cuallarg d'orelles amples (Eumops bonariensis)
- E. chimaera
- Eumops chiribaya
- Ratpenat cuallarg de Dabbene (Eumops dabbenei)
- Ratpenat cuallarg de Wagner (Eumops glaucinus)
- Ratpenat cuallarg de Sanborn (Eumops hansae)
- Ratpenat cuallarg de les Guaianes (Eumops maurus)
- Eumops patagonicus
- Ratpenat cuallarg gegant americà (Eumops perotis)
- Eumops trumbulli
- Ratpenat cuallarg d'Underwood (Eumops underwoodi)
- Eumops wilsoni